# Juárez kommun, Nuevo León
Juárez är en kommun i Mexiko.   Den ligger i delstaten Nuevo León, i den centrala delen av landet, 700 km norr om huvudstaden Mexico City.
Följande samhällen finns i Juárez:
- Jardines de la Silla
- Juárez
- Héctor Caballero
- Monte Kristal
- Valle de Vaquerías
- San Antonio
- Bosques de San Pedro
- Valle de Juárez
- Dieciséis de Septiembre
- Centro Habitacional Burócratas de Guadalupe
- Ismael Flores
- Montebello
- Mirador de la Montaña
- Doce de Octubre
- La Maestranza
- Santa Ana de Arriba
- Los Rehiletes